# 라이코 그를리치
라이코 그를리치(크로아티아어: Rajko Grlić, 1947년 9월 2일 ~ )는 크로아티아의 영화 감독, 영화 프로듀서, 배우, 각본가이다.

## 영화
- 더 콘스티튜션 (2016년)
- 저스트 비트윈 어스 (2010년)
- 카라울라 (2006년)
- 그해 여름의 흰 장미 (1989년)
- 행복의 세가지 조건 (1985년)
- 인 더 죠즈 오브 라이프 (1984년)
- 특별교육 (1977년)